# Live At Wâldrock
Live At Wâldrock es un bootleg en vivo de la banda noruega de black metal, Immortal. Se trata de un disco del concierto que la banda realizó en el festival de Wâldrock.

## Lista de canciones
1. «The Sun No Longer Rises (Cut)»
2. «Withstand The Fall Of Time»
3. «Solarfall»
4. «Blashyrkh (Mighty Ravendark)»
5. «Unholy Forces Of Evil»
6. «Years Of Silent Sorrow»
7. «Wâldrock Roar»

## Créditos
- Abbath Doom Occulta - voz y guitarra
- Iscariah - bajo
- Horgh - batería